# Monbetsu
Monbetsu (jap. 紋別市, Monbetsu-shi) – miasto w Japonii, w prefekturze Hokkaido, w  podprefekturze Ohōtsuku. Miasto ma powierzchnię 830,67 km². W 2020 r. mieszkało w nim 21 215 osób, w 11 192 gospodarstwach domowych  (w 2010 r. 24 750 osób, w 11 352 gospodarstwach domowych) .
1 lipca 1954 Monbetsu-chō, po przyłączeniu terenów pobliskich wsi, zostało przemianowane na Monbetsu-shi.